# (43841) Marcustacitus
(43841) Marcustacitus est un astéroïde de la ceinture principale.

## Description
(43841) Marcustacitus est un astéroïde de la ceinture principale. Il fut découvert le 17 avril 1993 à Stroncone par l'Observatoire astronomique Santa Lucia de Stroncone. Il présente une orbite caractérisée par un demi-grand axe de 2,42 UA, une excentricité de 0,16 et une inclinaison de 0,9° par rapport à l'écliptique.
Il est nommé d'après l'empereur romain Marcus Claudius Tacite.

## Compléments